# Roald Dahl
Roald Dahl (født 13. september 1916, død 23. november 1990) var en britisk forfatter af norsk slægt, berømt for både sin børne- og voksenlitteratur. Hans mest kendte værker er Charlie og chokoladefabrikken, Jimmy og den store fersken, Heksene og Kiss Kiss.

## Børnelitteratur

### Historier for børn
- The Gremlins (1943).
- James and the Giant Peach (1961), på dansk Jimmy og den store fersken.
- Charlie and the Chocolate Factory (1964), på dansk Charlie og chokoladefabrikken.
  - Filmatiseringer: Willy Wonka & the Chocolate Factory (1971) og Charlie and the Chocolate Factory (2005).
- The Magic Finger (1966), på dansk Den magiske finger.
- Fantastic Mr Fox (1970), på dansk Mageløse hr. Mikkel og Den fantastiske hr. Ræv.
- Charlie and the Great Glass Elevator (1972), på dansk Charlie og den store glas elevator.
- Danny the Champion of the World (1975), på dansk Verdens bedste Danny.
- The Wonderful Story of Henry Sugar and Six More (1977).
- The Enormous Crocodile (1978), på dansk Den enorme krokodille.
- The Twits (1980).
- George's Marvelous Medicine (1981), på dansk Georgs mirakelmedicin.
- The BFG (1982), på dansk Sofie og Den Store Venlige Kæmpe.
- The Witches (1983), på dansk Heksene.
  - Filmversion Heksene fra 1990.
- The Giraffe and the Pelly and Me (1985), på dansk Giraffen og Pelle og mig.
- Matilda (1988), på dansk Matilda.
- Esio Trot (1989).
- The Minpins (1991).
- The Vicar of Nibbleswicke (1991).

### Børnepoesi
- Revolting Rhymes (1982).
- Dirty Beasts (1983).
- Rhyme Stew (1989).

## Voksenlitteratur

### Romaner
- Sometime Never: A Fable for Supermen (1948).
- My Uncle Oswald (1979).

### Novellesamlinger
- Over to You: Ten Stories of Flyers and Flying (1946).
- Someone Like You (1953).
- Kiss Kiss (1960).
- Twenty-Nine Kisses from Roald Dahl (1969).
- Switch Bitch (1974).
- Tales of the Unexpected (1979).
- More Tales of the Unexpected (1980).
- The Best of Roald Dahl (1978).
- Roald Dahl's Book of Ghost Stories (1983).
- Ah, Sweet Mystery of Life: The Country Stories of Roald Dahl (1989).
- The Collected Short Stories of Dahl (1991).
- Two Fables (1986). "Princess and the Poacher" og "Princess Mammalia".
- The Great Automatic Grammatizator (1997).
- The Mildenhall Treasure (2000).

## Faglitteratur
- Boy – Tales of Childhood (1984).
- Going Solo (1986).
- Memories with Food at Gipsy House (1991).
- Roald Dahl's Guide to Railway Safety (1991).
- My Year (1993).

## Skuespil
- The Honeys (1955).

## Filmmanuskripter
- You Only Live Twice (1967).
- Chitty Chitty Bang Bang (1968).
- The Night Digger (1971).
- Willy Wonka and the Chocolate Factory (1971).